# Елепайо
Елепа́йо (Chasiempis) — рід горобцеподібних птахів родини монархових (Monarchidae). 

## Опис
Елепайо є ендеміками Гавайських островів і ранеше вважалися конспецифічними. Їх середня довжина становить 14 см, а вага 12-18 г. Один вид мешкає на острові Гаваї, другий — на Оаху, а третій — на Кауаї. Судячи по викопним решткам, елепайо не мешкали на острові Мауї-Нуї, або на островах, що утворилися на його місці. Імовірно, це пов'язано з тим, що екологічну ніше елепайо зайняли на цих островах представники роду Vangulifer з підродини мамоєвих. Серед гавайських ендеміків, елепайо є одними з найбільш адаптованих птахів: жоден вид не вимер, хоча два з трьох стали рідкісними.
Елепайо є однією з перших птахів Гаваїв, що починає співати на світанку, і останньою, яка припиняє співати вночі; крім посвистів і стрекотіння, вони найбільш відомі своєю піснею, від якої і отримали свою назву: мелодійна і гучна трель, яка звучить як "ел-ле-ПАЙ-йо", або "еле-ПАЙ-йо". Елепайо гніздяться з січня по червень.

## Види
Виділяють три види:
- Елепайо кауайський (Chasiempis sclateri)[10]
- Елепайо оагуайський (Chasiempis ibidis)[11]
- Елепайо гавайський (Chasiempis sandwichensis)[12]

## В культурі
В гавайській культурі елепайо були одними з найбільш знаменитих птахів. Вони мали ряд визначних ролей в культурі і міфології гавайців. Головним чином, вони допомагали калаї ваа (будівникам каное) вибирити правильне дерево кої для їх ваа (каное). Елепайо — сміливі і допиливі птахи, їх приваблювали люди, і вони швидко навчилися користуватися з нових можливостей, пов'язаних з роботою людей. Вони слідували за будівниками каное, які шукли підходяще дерево. Будівники вважали цих птахів духами-покровителями, втіленням богині-покровительки Леї. Якщо птахи починали дзьобати зрубане дерево, це означало, що в деревині живуть короїди і воно не годиться на побудову човна, однак, якщо птах не зацікавлювався деревом, це означало, що воно підходить. Звідси походить гавайське прислів'я «ʻUā ʻelepaio ʻia ka waʻa» — каное відзначене елепайо. Через комахоїдність елепайо вважали також втіленням Хіна-пуку-ай, богині-сестри Леї, що захищала культурні рослини і була покровительно. сільського господарства.

## Етимологія
Наукова назва роду Chasiempis походить від сполучення слів дав.-гр. χαινω — роззявати рота і εμπις — комар, москіт.